# Dusponera
Dusponera — рід совкових з підродини совок-п'ядунів, який зустрічається в Південній Америці.

## Систематика
У складі роду:
- Dusponera atrisignalis Hampson
- Dusponera fannia Schaus, 1916
- Dusponera rufula Hampson
- Dusponera semifalcata Dognin, 1914